# Hoar Cross
Hoar Cross är en civil parish i Storbritannien.   Den ligger i grevskapet Staffordshire och riksdelen England, i den södra delen av landet, 180 km nordväst om huvudstaden London. Antalet invånare är 205. Arean är 7,1 kvadratkilometer.
Terrängen i Hoar Cross är platt.